# Riku Fukashiro
Riku Fukashiro (japanisch 深代 陸 Fukashiro Riku; * 12. April 2000 in der Präfektur Osaka) ist ein japanischer Fußballspieler.

## Karriere
Riku Fukashiro erlernte das Fußballspielen in den Jugendmannschaften von Beetle Eleven und dem FC Consorte, in der Schulmannschaft der Seibudai High School sowie in der Universitätsmannschaft der Takushoku-Universität. Seinen ersten Vertrag unterschrieb er im Januar 2023 bei Albirex Niigata (Singapur). Der Verein, ein Ableger des japanischen Erstligisten Albirex Niigata, spielt in der ersten singapurischen Liga, der Singapore Premier League. Sein erstes Pflichtspiel für Albirex bestritt er am 19. Februar 2023 im Singapore Community Shield. In dem Spiel gegen Hougang United wurde er in der 50. Minute für Nicky Melvin Singh eingewechselt.Albirex gewann das Spiel 3:0. Sein erstes Pflichtspiel in der Liga bestritt er am 1. Spieltag am 25. Februar 2023 im Heimspiel gegen die Young Lions. Bei dem 3:0-Sieg wurde er nach der Halbzeit für Shuto Komaki eingewechselt. Am Ende der Saison 2023 feierte er mit Niigata die singapurische Meisterschaft. Nach einer Spielzeit wechselte er im Januar 2024 zum ebenfalls in der ersten Liga spielenden Balestier Khalsa.

## Erfolge
Albirex Niigata (Singapur)
- Singapurischer Meister: 2023
- Singapore Community Shield: 2023